# Le Bourdeix
Le Bourdeix là một xã của Pháp, nằm ở tỉnh Dordogne trong vùng Aquitaine của Pháp. Xã này có diện tích 11,69 km2, dân số năm 2007 là 254 người. Xã nằm ở khu vực có độ cao trung bình 272 m trên mực nước biển.

## Thông tin nhân khẩu
| Năm    | 1962 | 1968 | 1975 | 1982 | 1990 | 1999 | 2007 |
| ------ | ---- | ---- | ---- | ---- | ---- | ---- | ---- |
| Dân số | 296  | 254  | 207  | 212  | 230  | 229  | 254  |